# 莫雷洛斯公社
莫雷洛斯公社（西班牙語：Comuna de Morelos）是1913年—1917年在墨西哥莫雷洛斯州建立的政治和经济体系。在埃米利亚诺·萨帕塔的领导下，莫雷洛斯人民实施了一系列基于阿亚拉计划的广泛社会改革。
在墨西哥革命期间，莫雷洛斯的经济被彻底重组，糖业实现了国有化，庄园的土地被广泛地重新分配给农民。这一过程由自治地方机构监督，并由萨帕塔领导的南方解放军保卫。
莫雷洛斯公社是在反对维多利亚诺·韦尔塔政府的起义中建立的。1917年，根据新颁布的墨西哥宪法，莫雷洛斯公社正式解散。1919年，萨帕塔被宪法军杀害。在阿尔瓦罗·奥夫雷贡上台后，萨帕塔的许多提议在莫雷洛斯被墨西哥联邦政府实施，南方解放军被整合进墨西哥军队。
“莫雷洛斯公社”这个术语是由墨西哥历史学家阿道夫·吉利创造的，仿照1871年出现的巴黎公社的称谓。其他历史学家将这一时期与俄国革命中的苏维埃以及东乌克兰的马赫诺运动相比较。它也是1994年在墨西哥恰帕斯州爆发的萨帕塔起义的灵感来源之一。